# Ді Снайдер

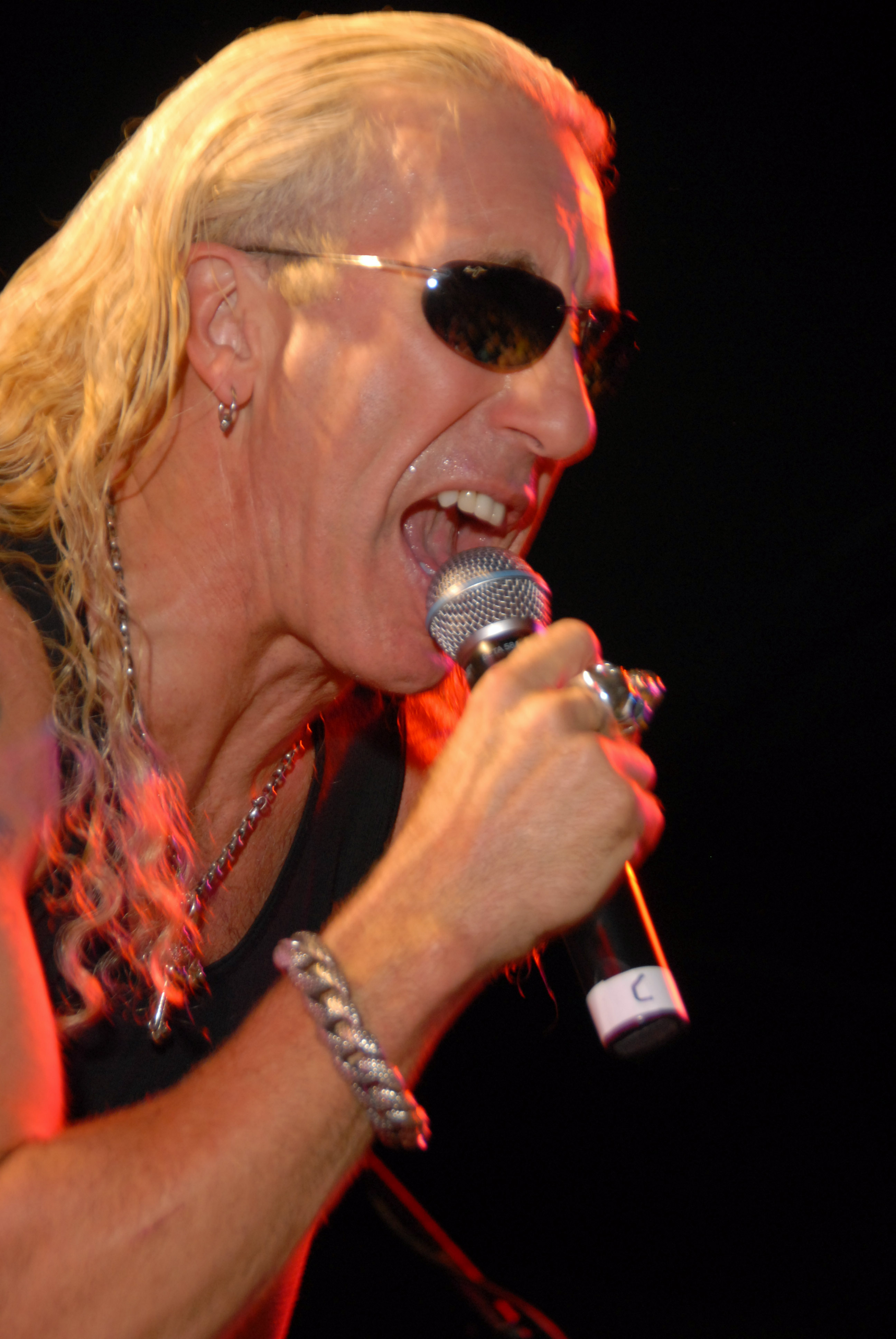
Ді Снайдер

Ді Снайдер, справжнє ім'я Деніел Снайдер (Dee Snider; 15 березня 1955) — американський рок-музикант. Найбільшу славу отримав як вокаліст відомого глем-метал гурту Twisted Sister. Також відомий, як радіоведучий його приватної радіостанції «Dee Radio», актор, сценарист, письменник та телеведучий.

## Біографія
Народився 15 березня 1955 року в Нью-Йорку в багатодітній родині. У дитинстві співав у церковному та шкільному хорах, було відібрано в хор штату. Ім'я «Ді» взяв собі ще в старших класах школи.
У 1976 Снайдер приєднався до заснованої Джей Джей Френчом групи «Twisted Sister», яка тоді спеціалізувалася на глем-рокових каверах. Ді Снайдер виявився не тільки відмінним фронтменом, але й талановитим композитором. Снайдер очолив групу, він писав велику частину пісень і досить швидко вивів «Twisted Sister» на перші місця глем-рокової сцени.
На концертах Ді Снайдер застосовує страхітливі маски[джерело?] і піротехніку, активно використовує грим, маскарадні костюми. У музиці «Twisted Sister» комбінували сексуально провокаційну лірику, багато в чому розраховану на підлітків, і глухі хори з наджорстким, металевим рок'н'роллом.
У 1984 році Ді Снайдер успішно виступив перед Parents Music Resource Center — організацією батьківського контролю за масовою культурою США — з промовою на захист своєї музики від підозри у закликах до насильства.
Після розпаду «Twisted Sister» в 1987 році Снайдер заснував проект «Desperado» разом з екс-гітаристом Гіллана Берні гальм?, пізніше заснував групу «Widowmaker», але обидві ці групи виявилися недовговічними. У 1997 році «Twisted Sister» були возз'єднані в колишньому складі.
Згодом Ді Снайдер мав успіх як хеві-метал діджей на радіо «Dee radio». Також він написав книгу з порадами для тінейджерів «курс виживання для підлітків». В ній він закликає до відмови від куріння, алкоголю, наркотиків, не відмовляє від безпечного сексу.
Ді Снайдер брав участь у створенні 31 фільму. У багатьох з них він грає самого себе. Написав сценарій до фільму «Strangeland» і музику до трьох фільмів.
У списку ста найкращих метал-вокалістів всіх часів, опублікованому в журналі «HitParader», Снайдер посідає 83-й рядок.
З 1981 року одружений із Сюзетт Снайдер. Дружина за фахом дизайнер костюмів. Четверо дітей.
Тепер[коли?] живе на Лонг-Айленді, Нью-Йорк.

## Дискографія

### У складі Twisted Sister

#### Студійні альбоми
- Under the Blade (1982)
- You Can't Stop Rock 'n' Roll (1983)
- Stay Hungry (1984)
- Still Hungry (1985)
- Love Is for Suckers (1987)
- Still Hungry (2004)
- A Twisted Christmas (2006)

#### Концертні альбоми та кавер-альбоми
- Big Hits and Nasty Cuts: The Best of Twisted Sister (1992)
- Live at Hammersmith (1994)
- Club Daze Volume 1: The Studio Sessions (1999)
- We're Not Gonna Take It (1999)
- Club Daze Volume II: Live in the Bars (2001)
- The Essentials (2002)
- Live And Wacken: The Reunion (2005)
- A Twisted Christmas - Live (2007)

#### Випуски VHS\DVD
- Stay Hungry Tour (VHS, 1984)
- Come Out And Play (VHS, 1985)
- Live At Wacken — The Reunion (DVD, 2004)
- Twisted Sister: The Video Years (DVD, 2007)
- Twisted Sister: A Twisted Christmas Live (DVD, 2007)

#### LIVE концерти
- You Can't Stop Rock'n'Roll
- We're Not Gonna Take It
- I Wanna Rock
- The Price
- Leader Of The Pack
- Be Chrool To Your Scuel
- Hot Love
- Oh Come All Ye Faithful
- Silver Bells

## Фільмографія

### Актор
- 1985 — Велика пригода Пі-Ві / Pee-wee's Big Adventure — (камео)
- 1997 — 1998 — Teen Angel (серіал) — (Sammy Noah/Семмі Но)
- 1998 — Стрейнджленд / Strangeland — Carleton Hendricks / Captain Howdy
- 2004 — KISS Loves You
- 2004 — 100 Most Metal Moments (серіал) — оповідач, озвучка
- 2005 — Тихий омут / Deepwater

### Актор: грає самого себе
- 1986 — Twisted Sister: Come Out and Play (відео)
- 1987 — 1988 — New Adventures of Beans Baxter, The (серіал)
- 1992 — Нічне шоу з Джей Лено / Tonight Show with Jay Leno, The (серіал) (1992)
- 1994 — 2005 — Говард Стерн / Howard Stern (серіал)
- 1995 — 2004 — Drew Carey Show, The (серіал) (1995 — 2004)
- 1997 — 2008 — E! Правдива голлівудська історія / E! True Hollywood Story (серіал)
- 1997 — Частини тіла / Private Parts
- 1999 — 2006 — WWF Smackdown! (серіал)
- 1999 — 2004 — VH-1 Where Are They Now? (серіал)
- 2000 — 2007 — По домівках! / Cribs (серіал)
- 2000 — 100 Greatest Artists of Hard Rock (серіал)
- 2002 — Увага! Нецензурні вислови / Warning: Parental Advisory (ТБ)
- 2003 — 2008 — Шоу Шаппелла / Chappelle's Show (серіал)
- 2004 — I Love the '90s (серіал)
- 2005 — 2009 — Video on Trial (серіал)
- 2005 — Подорож металіста / Metal: A Headbanger's Journey
- 2005 — Я обожнюю 80-і 3-D / I Love the 80's 3-D (серіал)
- 2005 — Howard Stern on Demand (серіал)
- 2006 — Більше, ніж життя: Історія хеві-метал / Heavy Metal: Louder Than Life (відео)
- 2007 — Rock Band Cometh: The Rock Band Band Story (ТБ)
- 2010 — Зірковий ескорт / Get Him to the Greek

### Композитор
- 1986 — Залізний орел / Iron Eagle
- 2000 — Дорожні пригоди / Road Trip
- 2001 — На зв'язку / On the Line

### Сценарист
- 1998 — Стрейнджленд / Strangeland
- 2009 — Strangeland 2: Disciple

### Продюсер
- 1998 — Стрейнджленд / Strangeland

## Книги
Курс виживання для підлітків. Видання українською: М., «Горизонт», 1995. Також у журналі «Ровесник». Пізніше перевидавалася під назвою «Практична психологія для підлітків, або Як знайти своє місце в житті» (М., АСТ-прес).
Rock & Roll War Stories. Pitbull Publishing LLC.